# Paul Attwood
Paul Jason Attwood (Buckingham, 13 dicembre 1969) è un ex bobbista britannico, medaglia di bronzo olimpica nel bob a quattro a Nagano 1998.

## Biografia
Militare di professione, iniziò a praticare il bob a metà degli anni novanta mentre prestava servizio nei Royal Marines.
In Coppa del Mondo ottenne due podi nella stagione 1997/98, piazzandosi al terzo posto nel bob a quattro sia a Winterberg che a La Plagne.
Ha partecipato a due edizioni dei Giochi olimpici invernali gareggiando unicamente nel bob a quattro: a Nagano 1998 vinse la medaglia di bronzo con i compagni Sean Olsson, Dean Ward e Courtney Rumbolt, i quali tagliarono il traguardo con lo stesso tempo dell'equipaggio francese, venendo entrambi superati dalla nazionale svizzera (medaglia d'argento) e da quella tedesca, cui andò la medaglia d'oro; quattro anni dopo, a Salt Lake City 2002, si piazzò invece quattordicesimo. Il bronzo del 1998 fu la prima medaglia ottenuta da un equipaggio a quattro britannico a distanza di 62 anni dall'ultima.
Prese inoltre parte ad almeno due edizioni dei campionati mondiali. Nel dettaglio i suoi risultati nelle prove iridate sono stati, nel bob a due: ventiquattresimo a Sankt Moritz 1997; nel bob a quattro: decimo ad Altenberg 2000.
Agli europei fu quinto nel bob a quattro a Sankt Moritz 1998.

## Palmarès

### Olimpiadi
- 1 medaglia:
  - 1 bronzo (bob a quattro a Nagano 1998).

### Coppa del Mondo
- 2 podi (nel bob a quattro):
  - 2 terzi posti.